# 比利奥
比利奥（法語：Billio，法語發音：[biljo]）是法国莫尔比昂省的一个市镇，位于该省中部，属于蓬蒂维区。

## 地理
比利奥（47°52'5"N, 2°37'58"W）面积12.03 平方千米，位于法国布列塔尼大區莫尔比昂省，该省份为法国西北部沿海省份，位于布列塔尼半岛南部，北起阿摩尔滨海省、西接菲尼斯泰尔省，南濒大西洋，东南接大西洋卢瓦尔省，东临伊勒-维莱讷省。
与比利奥接壤的市镇（或旧市镇、城区）包括：盖埃诺、克吕盖勒、普吕姆莱克、圣让布雷沃莱。

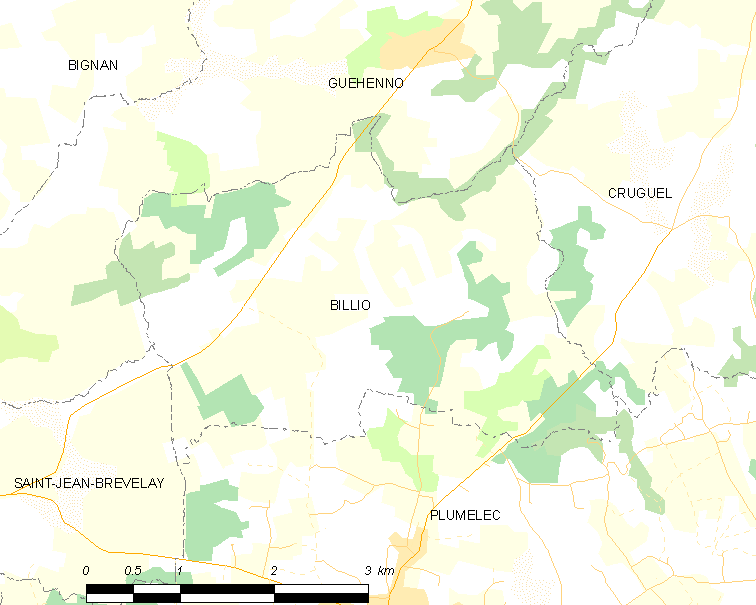
比利奥的OSM定位图

比利奥的时区为UTC+01:00、UTC+02:00（夏令时）。

## 行政
比利奥的邮政编码为56420，INSEE市镇编码为56019。

## 政治
比利奥所属的省级选区为莫雷阿克县。

## 人口

1962-2008年间比利奥人口变化图示

比利奥于2022年1月1日时的人口数量为324人。